# Галижана
Галижана (итал. Gallesano) је насељено место у јужној Истри, око 5 km северно од Пуле. Административно припада граду Водњану.
Галижана је једно од најстаријих места у Истри — било је насељено још у праисторији.

## Становништво
На попису становништва 2011. године, Галижана је имала 1.501 становника. Према попису становништва из 2001. године у насељу Галижана живело је 1.349 становника који су живели у 381. породичном домаћинставу.
Кретање броја становника по пописима 1857—2001.
| година пописа  | 1857. | 1869. | 1880. | 1890. | 1900. | 1910. | 1921. | 1931. | 1948. | 1953. | 1961. | 1971. | 1981. | 1991. | 2001. |
| бр. становника | 823   | 1.037 | 1.200 | 1.373 | 1.836 | 2.581 | 2.409 | 2.514 | 1.303 | 1.043 | 1.949 | 2.030 | 1.142 | 1.248 | 1.349 |

## Попис1991.
На попису становништва 1991. године, насељено место Галижана је имало 1.248 становника, следећег националног састава:
| Попис 1991.‍   | Попис 1991.‍  | Попис 1991.‍ | Попис 1991.‍ | Попис 1991.‍ |
| ------------- | ------------ | ----------- | ----------- | ----------- |
|               |              |             |             |             |
| Италијани     | Италијани    |             | 607         | 48,63%      |
| Хрвати        | Хрвати       |             | 236         | 18,91%      |
| Муслимани     | Муслимани    |             | 139         | 11,13%      |
| Срби          | Срби         |             | 55          | 4,40%       |
| Албанци       | Албанци      |             | 20          | 1,60%       |
| Југословени   | Југословени  |             | 20          | 1,60%       |
| Роми          | Роми         |             | 14          | 1,12%       |
| Словенци      | Словенци     |             | 5           | 0,40%       |
| Македонци     | Македонци    |             | 3           | 0,24%       |
| Мађари        | Мађари       |             | 2           | 0,16%       |
| Црногорци     | Црногорци    |             | 1           | 0,08%       |
| неопредељени  | неопредељени |             | 11          | 0,88%       |
| регион. опр.  | регион. опр. |             | 121         | 9,69%       |
| непознато     | непознато    |             | 14          | 1,12%       |
| укупно: 1.248 |              |             |             |             |